# Karl-Erik Olsson
Karl-Erik Rolf Olsson, född 17 februari 1927 i Hörby, Malmöhus län, död 7 september 1995 i Eftra församling, var en svensk flygtekniker och målare.
Han var son till förste kansliskrivaren Johan Wilhelm Olsson och Beda Victoria Thomasson och från 1953 gift med Britta Sonja Maria Nilsson. Olsson var som konstnär autodidakt. Separat debuterade han med en utställning i Norrköping 1959 och han medverkade i samlingsutställningarna Kullakonst i Höganäs, Liljevalchs Stockholmssalonger och Helsingborgs konstförenings vårsalonger. Han var medlem i konstnärskollektivet i Villa Thalassa och medverkade i gruppens utställningar. Han tilldelades ett första pris vid Expressens konstutställning 1956. Olsson finns representerad vid bland annat Nationalmuseum i Stockholm.